# Блазиусталер
Блазиусталер — название низкопробного таллеро Дубровницкой республики, который чеканили с 1725 года для торговли с Ближним Востоком.
Предшествующий опыт Дубровницкой республики по выпуску подражаний венецианским скудо в 1708—1709 годах и серебряных дукатов в 1722—1723 годах оказался неудачным. Чеканка блазиусталера стала следующей попыткой наладить производство крупной торговой серебряной монеты. Блазиусталеры изготавливали из низкопробного серебра при сходных размере и общем весе с немецким рейхсталером. Количество чистого серебра в монете составляло 15,626 г, что значительно уступало показателю немецких аналогов. 
Блазиусталеры чеканили с перерывами с 1725 по 1743 год. Достаточно большие тиражи монет поступали на внутренний рынок Османской империи со слабо развитыми в описываемое время монетным делом и денежным обращением. После 1743 года были заменены ректорталерами.
На аверсе помещено погрудное изображение покровителя Дубровника святого Власия, на реверсе — герб города, круговая легенда с указанием номинала «DVCAT (VS) • ET • SEM (IS)» и годом выпуска. Согласно обозначению номинальной стоимости «DVCAT (VS) • ET • SEM (IS)» должен был соответствовать 1½ дукатам или 60 гроссетто.